# Canutillo
Canutillo är en ort i Mexiko.   Den ligger i kommunen Escuintla och delstaten Chiapas, i den sydöstra delen av landet, 800 km sydost om huvudstaden Mexico City. Canutillo ligger 43 meter över havet och antalet invånare är 107.
Terrängen runt Canutillo är platt åt sydväst, men åt nordost är den kuperad. Runt Canutillo är det ganska tätbefolkat, med 60 invånare per kvadratkilometer. Närmaste större samhälle är Escuintla, 5,8 km öster om Canutillo. Omgivningarna runt Canutillo är en mosaik av jordbruksmark och naturlig växtlighet.